# Kinnosuke Nakamura
Kinnosuke Nakamura (中村 錦之助, Nakamura Kinnosuke), né le 20 novembre 1932 à Tokyo et mort le 10 mars 1997 à Kashiwa (préfecture de Chiba), est un acteur de kabuki et de cinéma japonais. Il est notable comme interprète de chanbara et plus particulièrement comme acteur principal de la série de six films sur Miyamoto Musashi réalisée par Tomu Uchida.

## Biographie
Kin'ichi Ogawa (小川 錦一, Ogawa Kin'ichi) nait le 20 novembre 1932 à Akasaka — un quartier résidentiel et commercial de Tokyo — dans une famille renommée d'acteurs de kabuki. Il est le quatrième fils d'une fratrie qui en compte cinq de l'acteur Nakamura Tokizō III (ja). Ses frères sont les acteurs Nakamura Kashō II (ja), Nakamura Tokizō IV (ja), Nakamura Shidō I (ja) et Katsuo Nakamura. Il fait sa première apparition sur une scène de théâtre kabuki en novembre 1936 à l'âge de quatre ans et prend le nom de Nakamura Kinnosuke (中村 錦之助). Après avoir terminé ses études au lycée en 1948, il se consacre au théâtre et se spécialise comme son père dans des rôles d'onnagata, terme désignant un homme qui interprète un rôle féminin, jusqu'en 1953, date à laquelle il commence à interpréter des rôles masculins.
En 1954, l'actrice et chanteuse enka Hibari Misora le voit sur scène alors qu'elle cherche un acteur pour lui donner la réplique pour son prochain film. Kinnosuke Nakamura, confiné dans des petits rôles au théâtre kabuki du fait de sa position de quatrième fils, voit l'occasion de s'affranchir de cette hiérarchie, il saisit l'occasion et se lance dans la carrière d'acteur de cinéma. Il fait donc sa première apparition sur les écrans aux côtés de Hibari Misora dans Hiyodori sōshi (ひよどり草紙) de Kōkichi Uchide (ja) en 1954,.
En 1971, il prend le nom de Yorozuya Kinnosuke (萬屋錦之介, Kinnosuke Yorozuya).
Parallèlement à sa carrière de théâtre, Kinnosuke Nakamura mène une carrière très prolifique au cinéma où il est spécialisé dans le chanbara. Il tourne dans plus de 140 films entre 1954 et 1989.
Après avoir été opéré du cancer du larynx en juillet 1996, il meurt quelques mois plus tard des suites d'une pneumonie à l'âge de 64 ans, le 10 mars 1997 à Kashiwa,.

### Vie privée

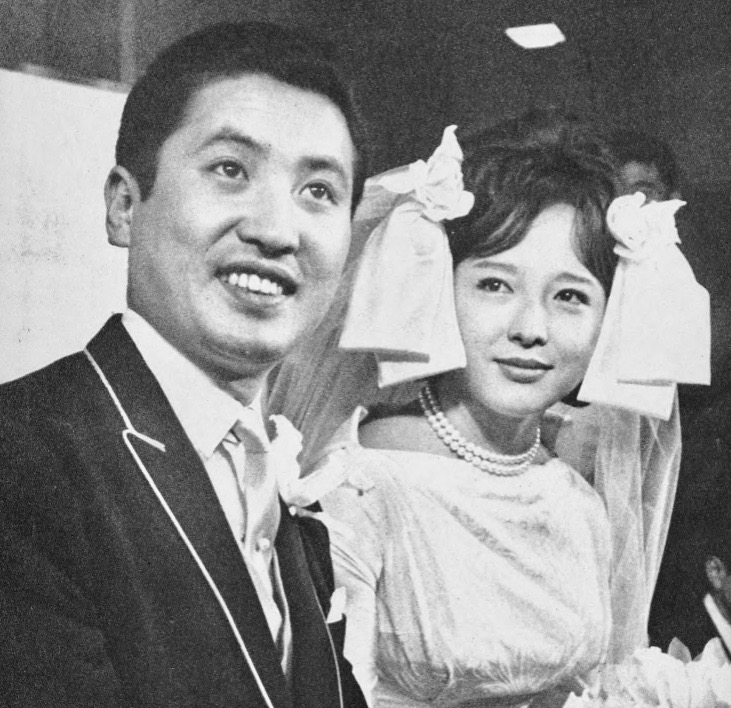
Kinnosuke Nakamura et Ineko Arima lors de leur mariage.

Kinnosuke Nakamura s'est marié aux actrices Ineko Arima (de 1961 à 1965) et Keiko Awaji (de 1966 à 1987), puis à Nishiki Kō en 1990.

## Filmographie partielle
- 1954 : Hiyodori sōshi (ひよどり草紙?) de Kōkichi Uchide (ja)

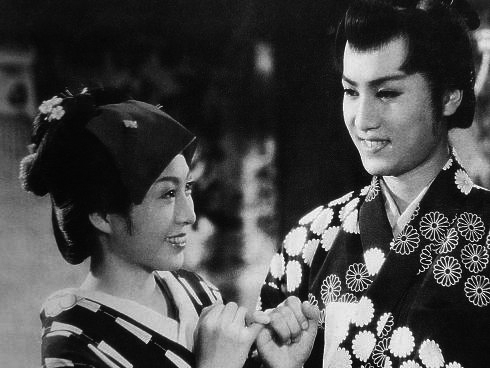
Kinnosuke Nakamura dans Shin shokoku monogatari: Fuefuki dōji (1954).

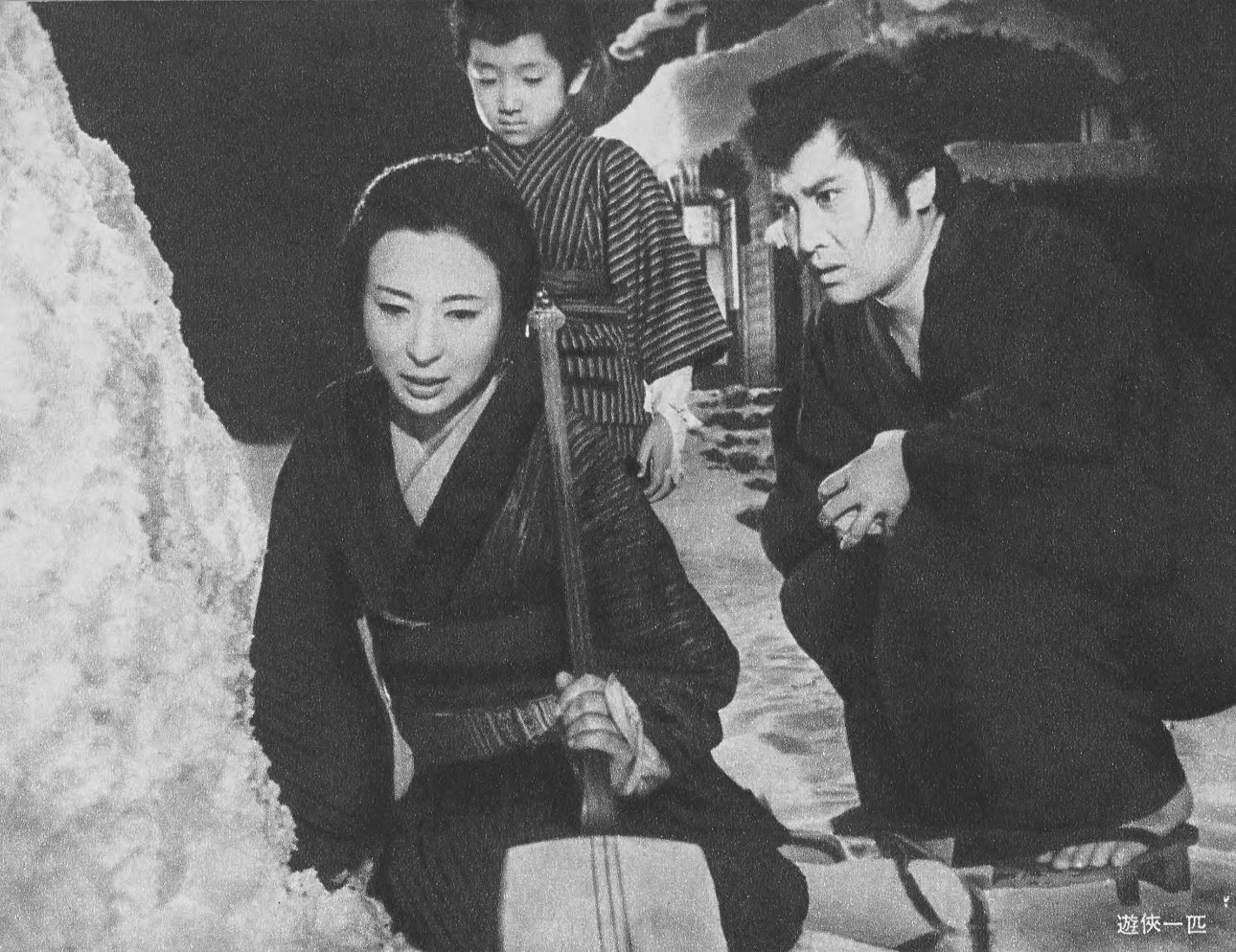
Junko Ikeuchi et Kinnosuke Nakamura dans Tokijirō, le loup solitaire (1966).

- 1954 : Shin shokoku monogatari: Fuefuki dōji 1 (新諸国物語 笛吹童子 第一部どくろの旗?) de Ryō Hagiwara
- 1954 : Shin shokoku monogatari: Fuefuki dōji 2 (新諸国物語 笛吹童子 第二部幼術の闘争?) de Ryō Hagiwara
- 1954 : Shin shokoku monogatari: Fuefuki dōji 3 (新諸国物語 笛吹童子 第三部満月城の凱歌?) de Ryō Hagiwara
- 1956 : Akō rōshi: Ten no maki, chi no maki (赤穂浪士 天の巻 地の巻?) de Sadatsugu Matsuda
- 1957 : Le Passage du grand Bouddha, partie 1 (大菩薩峠, Daibosatsu tōge?) de Tomu Uchida
- 1958 : Le Passage du grand Bouddha, partie 2 (大菩薩峠 第二部, Daibosatsu tōge: Dainibu?) de Tomu Uchida
- 1959 : Le Passage du grand Bouddha, partie 3 (大菩薩峠 完結篇, Daibosatsu tōge: Kanketsu hen?) de Tomu Uchida
- 1959 : Une histoire d'amour de Naniwa (浪花の恋の物語, Naniwa no koi no monogatari?) de Tomu Uchida : Chubei Kameya
- 1960 : Yatarō gasa (弥太郎笠?) de Masahiro Makino : Yatarō
- 1961 : Akō rōshi (赤穂浪士?) de Sadatsugu Matsuda
- 1961 : La Légende de Musashi Miyamoto (宮本武蔵, Miyamoto Musashi?) de Tomu Uchida
- 1961 : Le Conspirateur (反逆児, Hangyakuji?) de Daisuke Itō
- 1962 : Liens de sang ou Ma mère dans mes paupières (瞼の母, Mabuta no haha?) de Tai Katō
- 1962 : Les Moines lanciers du temple Hozoin (宮本武蔵 般若坂の決斗, Miyamoto Musashi: Hannyazaka no kettō?)  de Tomu Uchida
- 1963 : Chroniques guerrières du clan Sanada (真田風雲録, Sanada fūunroku?) de Tai Katō
- 1963 : Contes cruels du Bushido (武士道残酷物語, Bushidō zankoku monogatari?) de Tadashi Imai
- 1963 : À deux sabres (宮本武蔵 二刀流開眼, Miyamoto Musashi: Nitōryū kaigen?) de Tomu Uchida
- 1964 : Adauchi (仇討?) de Tadashi Imai : Shinpachi Ezaki
- 1964 : Seul contre tous à Ichijoji (宮本武蔵 一乗寺の決斗, Miyamoto Musashi: Ichijōji no kettō?) de Tomu Uchida
- 1965 : Duel de l'aube (宮本武蔵 巌流島の決斗, Miyamoto Musashi: Ganryū-jima no kettō?) de Tomu Uchida
- 1966 : Tokijirō, le loup solitaire (沓掛時次郎 遊侠一匹, Kutsukake Tokijirō: Yūkyō ippiki?) de Tai Katō
- 1966 : Samouraï sans honneur (丹下左膳: 飛燕居合斬り, Tange Sazen: Hien iaigiri?) de Hideo Gosha
- 1968 : Gion matsuri (祇園祭?) de Tetsuya Yamanouchi (ja)
- 1969 : Furin kazan (風林火山, Furin kazan?) de Hiroshi Inagaki
- 1969 : Goyokin, l'or du shogun (御用金, Goyōkin?) de Hideo Gosha
- 1969 : La Saga de Magoichi (尻啖え孫市, Shirikurae Magoichi?) de Kenji Misumi : Magoichi Saika
- 1969 : Figures infernales ou Figures de l'enfer (地獄変, Jigoku-hen?) de Shirō Toyoda
- 1969 : Shinsen gumi (新選組?) de Tadashi Sawashima
- 1970 : La Fin du Bakufu (幕末, Bakumatsu?) de Daisuke Itō
- 1970 : L'Embuscade (待ち伏せ, Machibuse?) de Hiroshi Inagaki
- 1971 : Duel à mort (真剣勝負, Miyamoto Musashi: Shinken shobu?) de Tomu Uchida
- 1978 : Le Samouraï et le Shogun (柳生一族の陰謀, Yagyū ichizoku no inbō?) de Kinji Fukasaku
- 1978 : Last of the Ako Clan (赤穂城断絶, Akō-jō danzetsu?) de Kinji Fukasaku
- 1979 : Nichiren (日蓮?) de Noboru Nakamura : Nichiren
- 1979 : Sanada Yukimura no bōryaku (真田幸村の謀略?) de Sadao Nakajima : Tokugawa Ieyasu
- 1989 : La Mort d'un maître de thé (千利休 本覺坊遺文, Sen no Rikyū: Honkakubō ibun?) de Kei Kumai

## Distinctions

### Récompenses
- 1959 : prix Blue Ribbon du public[5]
- 1964 : prix Blue Ribbon du meilleur acteur pour Contes cruels du Bushido[5]
- 1996 : prix spécial pour le 60e anniversaire de ses débuts en tant qu'acteur aux Japan Academy Prize[6]
- 1998 : prix spécial pour l'ensemble de sa carrière aux Japan Academy Prize[7]
- 1998 :  prix du film Mainichi pour l'ensemble de sa carrière[8]

### Nominations
- 1979 : prix du meilleur acteur pour Le Samouraï et le Shogun aux Japan Academy Prize[9]
- 1990 : prix du meilleur acteur dans un second rôle pour La Mort d'un maître de thé aux Japan Academy Prize[10]